# Бінгем-Фармс (Мічиган)
Бінгем-Фармс (англ. Bingham Farms) — селище (англ. village) в США, в окрузі Окленд штату Мічиган. Населення — 1124 особи (2020).

## Географія
Бінгем-Фармс розташований за координатами 42°31′4″ пн. ш. 83°16′41″ зх. д. / 42.51778° пн. ш. 83.27806° зх. д. (42.517660, -83.278001).  За даними Бюро перепису населення США в 2010 році селище мало площу 3,13 км², уся площа — суходіл.

## Демографія
Згідно з переписом 2010 року, у селищі мешкало 1111 особа в 527 домогосподарствах у складі 332 родин. Густота населення становила 355 осіб/км².  Було 549 помешкань (175/км²).
Расовий склад населення:
| - 85,2 % — білих - 7,6 % — чорних або афроамериканців - 4,4 % — азіатів - 0,2 % — корінних американців |

До двох чи більше рас належало 1,9 %. Частка іспаномовних становила 0,9 % від усіх жителів.
За віковим діапазоном населення розподілялося таким чином: 15,2 % — особи молодші 18 років, 45,7 % — особи у віці 18—64 років, 39,1 % — особи у віці 65 років та старші. Медіана віку мешканця становила 59,7 року. На 100 осіб жіночої статі у селищі припадало 89,9 чоловіків;  на 100 жінок у віці від 18 років та старших — 80,8 чоловіків також старших 18 років.
Середній дохід на одне домашнє господарство  становив 142 079 доларів США (медіана — 102 083), а середній дохід на одну сім'ю — 175 870 доларів (медіана — 134 000). За межею бідності перебувало 1,9 % осіб, у тому числі 1,4 % дітей у віці до 18 років та 3,6 % осіб у віці 65 років та старших.
Цивільне працевлаштоване населення становило 489 осіб. Основні галузі зайнятості: освіта, охорона здоров'я та соціальна допомога — 28,2 %, науковці, спеціалісти, менеджери — 18,0 %, виробництво — 14,5 %.